# Conselho de Recursos do Sistema Financeiro Nacional
O Conselho de Recursos do Sistema Financeiro Nacional (CRSFN), tem como competência julgar, em segunda e última instância administrativa, os recursos interpostos das decisões relativas a aplicação de penalidades administrativas pelo Banco Central do Brasil (BCB), Comissão de Valores Mobiliários (CVM), Conselho de Controle de Atividades Financeiras (COAF) e Secretaria de Comércio Exterior (SECEX).

## Composição
O Conselho de Recursos do Sistema Financeiro Nacional - CRSFN é constituído por oito Conselheiros, possuidores de conhecimentos especializados em assuntos relativos aos mercados financeiro, de câmbio, de capitais, de consórcios e de crédito rural e industrial, observada a seguinte composição:
- I - Dois representantes do Ministério da Fazenda (Minifaz);
- II - um representante do Banco Central do Brasil (Bacen);
- III - um representante da Comissão de Valores Mobiliários (CVM);
- IV - quatro representantes das entidades de classe dos mercados afins, por essas indicados em lista tríplice.

As entidades de classe que integram o CRSFN são:
- Associação Brasileira das Empresas de Capital Aberto – ABRASCA;
- Associação Brasileira das Entidades dos Mercados Financeiro e de Capitais – ANBIMA;
- Comissão Nacional de Bolsas - CNB;
- Federação Brasileira dos Bancos - FEBRABAN;
- Associação Brasileira das Entidades de Crédito Imobiliário e Poupança - ABECIP;
- Associação Nacional das Corretoras e Distribuidoras de Títulos e Valores Mobiliários, Câmbio e Mercadorias – ANCORD;
- Conselho Consultivo do Ramo Crédito da Organização das Cooperativas Brasileiras – OCB/CECO;
- IBRI
- Instituto dos Auditores Independentes do Brasil – IBRACON;

Os conselheiros titulares e suplentes são designados pelo Ministro de Estado da Fazenda, com mandato de três anos, renovável por igual período por até duas vezes, devendo ter competência reconhecida e conhecimentos especializados nas matérias de competência do CRSFN.
Fazem ainda parte do Conselho de Recursos três Procuradores da Fazenda Nacional, designados pelo Procurador-Geral da Fazenda Nacional, com atribuição de zelar pela fiel observância da legislação aplicável, e um Secretário-Executivo, nomeado pelo Ministro de Estado da Fazenda, responsável pela execução e coordenação dos trabalhos administrativos. Para tanto, o Banco Central do Brasil e, subsidiariamente, a Comissão de Valores Mobiliários proporcionam o respectivo apoio técnico e administrativo.
Um dos representantes do Ministério da Fazenda é o presidente do Conselho e o vice-presidente é o representante designado pelo Ministério da Fazenda dentre os quatro representantes das entidades de classe que integram o Conselho.

## Ver Também
- Banco Central do Brasil
- Comissão de Valores Mobiliários
- Conselho Monetário Nacional
- Sistema Financeiro Brasileiro
- Valores mobiliários

## Ligações Externas
- Página do Conselho no sítio do Ministério da Economia